# Mecicobothrium baccai
Mecicobothrium baccai is een spinnensoort uit de familie Mecicobothriidae. De soort komt voor in Brazilië.